# Eleições legislativas de 2011 em Odivelas

## Resultados Oficiais
| Partido                 | Partido                               | Votos   | %               | +/-   |
| ----------------------- | ------------------------------------- | ------- | --------------- | ----- |
|                         | Partido Social Democrata              | 23 768  | 31,79 / 100,00  | 9,13  |
|                         | Partido Socialista                    | 23 301  | 31,16 / 100,00  | 7,61  |
|                         | CDS – Partido Popular                 | 9 370   | 12,53 / 100,00  | 2,23  |
|                         | Coligação Democrática Unitária        | 6 963   | 9,31 / 100,00   | 0,72  |
|                         | Bloco de Esquerda                     | 4 280   | 5,72 / 100,00   | 5,65  |
|                         | Partido pelos Animais e pela Natureza | 984     | 1,32 / 100,00   | Novo  |
|                         | PCTP/MRPP                             | 973     | 1,30 / 100,00   | 0,39  |
|                         | Outros                                | 1 975   | 2,65 / 100,00   |       |
| Votos Inválidos         | Votos Inválidos                       | 3 160   | 4,23 / 100,00   | 0,89  |
| Total                   | Total                                 | 74 774  | 100,00 / 100,00 |       |
| Eleitorado/Participação | Eleitorado/Participação               | 119 594 | 62,52 / 100,00  | 0,37  |
| Fonte                   | Fonte                                 | [ 1 ]   | [ 1 ]           | [ 1 ] |

## Resultados por Freguesia
Os resultados seguintes referem-se aos partidos que obtiveram mais de 1,00% dos votos:
| Freguesia             | %     | %     | %     | %     | %    | %    | %    | Votantes |
| Freguesia             | PSD   | PS    | CDS   | CDU   | BE   | PAN  | PCTP | Votantes |
| --------------------- | ----- | ----- | ----- | ----- | ---- | ---- | ---- | -------- |
| Caneças               | 29,30 | 29,94 | 12,11 | 11,47 | 5,89 | 1,33 | 1,84 | 6 079    |
| Famões                | 31,74 | 31,43 | 12,53 | 8,36  | 5,79 | 1,07 | 1,48 | 5 876    |
| Odivelas              | 33,09 | 30,82 | 13,02 | 8,52  | 5,57 | 1,33 | 1,08 | 30 647   |
| Olival Basto          | 29,72 | 33,04 | 10,25 | 11,38 | 5,29 | 1,56 | 1,60 | 3 005    |
| Pontinha              | 26,71 | 36,13 | 10,73 | 11,21 | 5,58 | 1,33 | 1,55 | 11 569   |
| Póvoa de Santo Adrião | 33,48 | 31,27 | 11,37 | 8,88  | 6,05 | 1,09 | 1,20 | 7 153    |
| Ramada                | 34,50 | 26,61 | 14,79 | 8,51  | 6,11 | 1,46 | 1,24 | 10 445   |
| Odivelas              | 31,79 | 31,16 | 12,53 | 9,31  | 5,72 | 1,32 | 1,30 | 74 774   |

#### Caneças
| Partido                 | Partido                               | Votos | %               | +/-  |
| ----------------------- | ------------------------------------- | ----- | --------------- | ---- |
|                         | Partido Socialista                    | 1 820 | 29,94 / 100,00  | 5,96 |
|                         | Partido Social Democrata              | 1 781 | 29,30 / 100,00  | 8,10 |
|                         | CDS – Partido Popular                 | 736   | 12,11 / 100,00  | 2,28 |
|                         | Coligação Democrática Unitária        | 697   | 11,47 / 100,00  | 1,68 |
|                         | Bloco de Esquerda                     | 358   | 5,89 / 100,00   | 5,94 |
|                         | PCTP/MRPP                             | 112   | 1,84 / 100,00   | 0,74 |
|                         | Partido pelos Animais e pela Natureza | 81    | 1,33 / 100,00   | Novo |
|                         | Outros                                | 198   | 3,26 / 100,00   |      |
| Votos Inválidos         | Votos Inválidos                       | 296   | 4,87 / 100,00   | 0,67 |
| Total                   | Total                                 | 6 079 | 100,00 / 100,00 |      |
| Eleitorado/Participação | Eleitorado/Participação               | 9 667 | 62,88 / 100,00  | 0,24 |

#### Famões
| Partido                 | Partido                               | Votos | %               | +/-  |
| ----------------------- | ------------------------------------- | ----- | --------------- | ---- |
|                         | Partido Social Democrata              | 1 865 | 31,74 / 100,00  | 9,77 |
|                         | Partido Socialista                    | 1 847 | 31,43 / 100,00  | 8,24 |
|                         | CDS – Partido Popular                 | 736   | 12,53 / 100,00  | 1,38 |
|                         | Coligação Democrática Unitária        | 491   | 8,36 / 100,00   | 0,19 |
|                         | Bloco de Esquerda                     | 340   | 5,79 / 100,00   | 5,06 |
|                         | PCTP/MRPP                             | 87    | 1,48 / 100,00   | 0,36 |
|                         | Partido pelos Animais e pela Natureza | 63    | 1,07 / 100,00   | Novo |
|                         | Outros                                | 165   | 2,81 / 100,00   |      |
| Votos Inválidos         | Votos Inválidos                       | 282   | 4,80 / 100,00   | 1,27 |
| Total                   | Total                                 | 5 876 | 100,00 / 100,00 |      |
| Eleitorado/Participação | Eleitorado/Participação               | 8 866 | 66,28 / 100,00  | 1,23 |

#### Odivelas
| Partido                 | Partido                               | Votos  | %               | +/-  |
| ----------------------- | ------------------------------------- | ------ | --------------- | ---- |
|                         | Partido Social Democrata              | 10 140 | 33,09 / 100,00  | 9,25 |
|                         | Partido Socialista                    | 9 445  | 30,82 / 100,00  | 8,08 |
|                         | CDS – Partido Popular                 | 3 991  | 13,02 / 100,00  | 2,58 |
|                         | Coligação Democrática Unitária        | 2 612  | 8,52 / 100,00   | 0,65 |
|                         | Bloco de Esquerda                     | 1 706  | 5,57 / 100,00   | 5,72 |
|                         | Partido pelos Animais e pela Natureza | 408    | 1,33 / 100,00   | Novo |
|                         | PCTP/MRPP                             | 332    | 1,08 / 100,00   | 0,29 |
|                         | Outros                                | 738    | 2,41 / 100,00   |      |
| Votos Inválidos         | Votos Inválidos                       | 1 275  | 4,16 / 100,00   | 0,99 |
| Total                   | Total                                 | 30 647 | 100,00 / 100,00 |      |
| Eleitorado/Participação | Eleitorado/Participação               | 49 203 | 62,29 / 100,00  | 0,27 |

#### Olival Basto
| Partido                 | Partido                               | Votos | %               | +/-  |
| ----------------------- | ------------------------------------- | ----- | --------------- | ---- |
|                         | Partido Socialista                    | 993   | 33,04 / 100,00  | 7,81 |
|                         | Partido Social Democrata              | 893   | 29,72 / 100,00  | 8,58 |
|                         | Coligação Democrática Unitária        | 342   | 11,38 / 100,00  | 0,47 |
|                         | CDS – Partido Popular                 | 308   | 10,25 / 100,00  | 2,16 |
|                         | Bloco de Esquerda                     | 159   | 5,29 / 100,00   | 5,17 |
|                         | PCTP/MRPP                             | 48    | 1,60 / 100,00   | 0,66 |
|                         | Partido pelos Animais e pela Natureza | 47    | 1,56 / 100,00   | Novo |
|                         | Outros                                | 102   | 3,39 / 100,00   |      |
| Votos Inválidos         | Votos Inválidos                       | 113   | 3,76 / 100,00   | 0,33 |
| Total                   | Total                                 | 3 005 | 100,00 / 100,00 |      |
| Eleitorado/Participação | Eleitorado/Participação               | 4 850 | 61,96 / 100,00  | 0,04 |

#### Pontinha
| Partido                 | Partido                               | Votos  | %               | +/-  |
| ----------------------- | ------------------------------------- | ------ | --------------- | ---- |
|                         | Partido Socialista                    | 4 180  | 36,13 / 100,00  | 5,78 |
|                         | Partido Social Democrata              | 3 090  | 26,71 / 100,00  | 7,97 |
|                         | Coligação Democrática Unitária        | 1 297  | 11,21 / 100,00  | 0,20 |
|                         | CDS – Partido Popular                 | 1 241  | 10,73 / 100,00  | 1,16 |
|                         | Bloco de Esquerda                     | 646    | 5,58 / 100,00   | 5,47 |
|                         | PCTP/MRPP                             | 179    | 1,55 / 100,00   | 0,43 |
|                         | Partido pelos Animais e pela Natureza | 154    | 1,33 / 100,00   | Novo |
|                         | Outros                                | 319    | 2,76 / 100,00   |      |
| Votos Inválidos         | Votos Inválidos                       | 463    | 4,01 / 100,00   | 0,53 |
| Total                   | Total                                 | 11 569 | 100,00 / 100,00 |      |
| Eleitorado/Participação | Eleitorado/Participação               | 19 758 | 58,55 / 100,00  | 0,90 |

#### Póvoa de Santo Adrião
| Partido                 | Partido                               | Votos  | %               | +/-  |
| ----------------------- | ------------------------------------- | ------ | --------------- | ---- |
|                         | Partido Social Democrata              | 2 395  | 33,48 / 100,00  | 9,23 |
|                         | Partido Socialista                    | 2 237  | 31,27 / 100,00  | 6,46 |
|                         | CDS – Partido Popular                 | 813    | 11,37 / 100,00  | 0,99 |
|                         | Coligação Democrática Unitária        | 635    | 8,88 / 100,00   | 0,50 |
|                         | Bloco de Esquerda                     | 433    | 6,05 / 100,00   | 6,05 |
|                         | PCTP/MRPP                             | 86     | 1,20 / 100,00   | 0,47 |
|                         | Partido pelos Animais e pela Natureza | 78     | 1,09 / 100,00   | Novo |
|                         | Outros                                | 184    | 2,58 / 100,00   |      |
| Votos Inválidos         | Votos Inválidos                       | 292    | 4,08 / 100,00   | 1,01 |
| Total                   | Total                                 | 7 153  | 100,00 / 100,00 |      |
| Eleitorado/Participação | Eleitorado/Participação               | 11 685 | 61,22 / 100,00  | 1,27 |

#### Ramada
| Partido                 | Partido                               | Votos  | %               | +/-  |
| ----------------------- | ------------------------------------- | ------ | --------------- | ---- |
|                         | Partido Social Democrata              | 3 604  | 34,50 / 100,00  | 9,97 |
|                         | Partido Socialista                    | 2 779  | 26,61 / 100,00  | 9,23 |
|                         | CDS – Partido Popular                 | 1 545  | 14,79 / 100,00  | 3,60 |
|                         | Coligação Democrática Unitária        | 889    | 8,51 / 100,00   | 1,28 |
|                         | Bloco de Esquerda                     | 638    | 6,11 / 100,00   | 5,64 |
|                         | Partido pelos Animais e pela Natureza | 153    | 1,46 / 100,00   | Novo |
|                         | PCTP/MRPP                             | 129    | 1,24 / 100,00   | 0,30 |
|                         | Outros                                | 269    | 2,57 / 100,00   |      |
| Votos Inválidos         | Votos Inválidos                       | 439    | 4,21 / 100,00   | 0,97 |
| Total                   | Total                                 | 10 445 | 100,00 / 100,00 |      |
| Eleitorado/Participação | Eleitorado/Participação               | 15 565 | 67,11 / 100,00  | 0,45 |